# Rotenburgi János magyar nyelvmestere

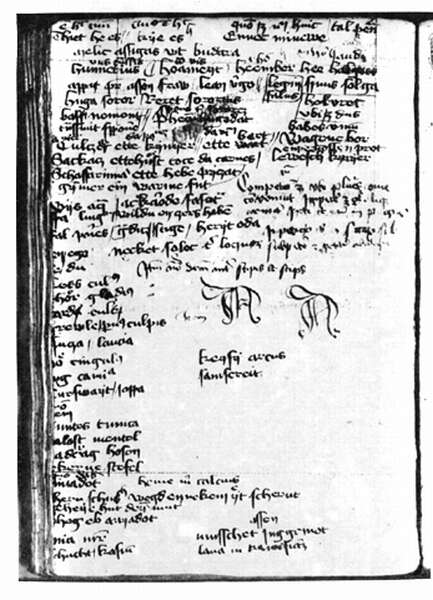
Rotenburgi János nyelvmestere

Rotenburgi (vagy Rothenburgi) János magyar nyelvmestere egy lapnyi terjedelmű magyar nyelvemlék 1418-1422 körülről. Szerzője egy német íródeák. Típusát tekintve szójegyzékhez hasonló nyelvemlék. Tartalmára nézve a legszükségesebb magyar szavak és kifejezések találhatók benne, amelyek segítségével egy külföldi meg tudja magát értetni magyar környezetben. A magyar szavak mellett latin vagy német fordításuk olvasható. Ez a nyelvemlék kitűnő korrajz is, mivel számos káromkodást vagy köznapi kifejezést is tartalmaz. A nyelvemlék egy kódexben van, melynek tulajdonosa Rotenburgi János német íródeák volt. A kódex törzsszövege latin grammatikai tankönyv, amelyhez tulajdonosa pótlásokat írt. Rotenburgi János 1420 táján Budán járt, itt kezdett magyarul tanulni. A szöveget Jakubovich Emil fedezte fel 1923-ban. A kódexet a bécsi Nemzeti Könyvtárban őrzik.

## A nyelvemlék szövege
Az alábbiakban a nyelvemlékben található magyar szavak és kifejezések felsorolása látható, azon latin vagy német megfelelőkkel együtt, melyeket a szöveg író lejegyzett.
Az eredetiben sz-nek tartott betű középkori formájában, ſ-fel van jelölve.
| Eredeti írásmód:               | Latin fordítása:       | Német fordítás:         | Mai magyar jelentése:                                                                 |
| ------------------------------ | ---------------------- | ----------------------- | ------------------------------------------------------------------------------------- |
| Thiet he es                    | es hoc tuum            |                         | Tied ez?                                                                              |
| Kye es                         | cuius est hoc          |                         | Kié ez?                                                                               |
| Ennec minewe                   | quomodo est nomen huic |                         | Ennek mi a neve?                                                                      |
| tal                            | penna                  |                         | toll                                                                                  |
| melic aſſigas wt budara        |                        |                         | Melyik az igaz(i) út Budára?                                                          |
| Hunnetis                       | vus (vnde?) tranſſis   |                         | Honnét jössz?                                                                         |
| Hoameyt                        | co (quo?) vis          |                         | Hova ment?                                                                            |
| Heember hee halgass            | homo homo audi         |                         | Hé, ember! Hé, hallgass!                                                              |
| appa(t)                        | pater                  |                         | apát                                                                                  |
| aſſon                          |                        | ffraw                   | asszony                                                                               |
| lean                           | virgo                  |                         | l(e)ány                                                                               |
| legin                          | famulus                |                         | legény                                                                                |
| ſolga                          | ſeruus                 |                         | szolga                                                                                |
| Huga                           | ſoror                  |                         | hug                                                                                   |
| Reret                          | ſororius               |                         | rér (= sógor)                                                                         |
| hol vret                       | vbi est dominus        |                         | Hol van az urad?                                                                      |
| baſnement                      | tranſſivit ſup(er)pone |                         | Baszni ment.                                                                          |
| Phecum hugodat                 | ſuppono tibi ſororem   |                         | Megbaszom a húgodat ("fékni" - német ficken, angol fuck)                              |
| Gulczar ette kynyer            | (Cl)auier da panem     |                         | Kulcsár, adj (te) kenyeret!                                                           |
| ette bart                      | da vinum               |                         | adj bort!                                                                             |
| Wagene bor                     | habes vinum            |                         | Van-e (Vagyon-e) bor?                                                                 |
| Sackacz ettehaſt               | coce da carnes         |                         | Szakács, adj (te) húst!                                                               |
| leweſch kynyer                 |                        | cupe geſſen prot        | leves, kenyér                                                                         |
| Schaffarina ette hebe pyczat   |                        | gymmer ein warme fut    | Schaffarina (safarina; a prostituáltak régi neve), adj (te) hébe (hév, meleg) picsát! |
| Wys                            | aqua                   |                         | víz                                                                                   |
| ackarode faſot                 |                        | wildu oygers haben      | Akarod-e a faszt?                                                                     |
| ffa                            | lignum                 |                         | (tűzi)fa                                                                              |
| fal                            | paries                 |                         | fal                                                                                   |
| gradicz                        | ſtige                  |                         | grádics                                                                               |
| heryt oda                      |                        |                         | eredj oda!                                                                            |
| en                             | ego                    |                         | én                                                                                    |
| necket ſoloc                   | tibi loquor            |                         | neked szólok                                                                          |
| (t)e                           |                        | du                      | te                                                                                    |
| (t)hoer                        | gladius                |                         | tőr                                                                                   |
| (k)ard(a)                      | cultrum                |                         | kard                                                                                  |
| keyſy                          | arcus                  |                         | kézíj                                                                                 |
| (i)ng                          | camisia                |                         | ing                                                                                   |
| ſamſereit                      |                        |                         | számszeríj                                                                            |
| (n)em                          | non                    |                         | nem                                                                                   |
| (k)untes                       | tunica                 |                         | köntös                                                                                |
| (p)alaſt                       |                        | mentel                  | palást                                                                                |
| (n)aderag                      |                        | hoſen                   | nadrág                                                                                |
| (s)ekerne                      |                        | ſtefel                  | szekernye (lábszárvédő)                                                               |
| (n)imadot                      | non dabat              |                         | nem adott                                                                             |
| ſchuch wegd ennekem yt ſcherut | heme mihi calcius      |                         | szűcs, vágd/vágj (én)nekem egy sarut                                                  |
| eb anyadot                     |                        | (g)eheye hut deyn muter | eb anyádat                                                                            |
| (a)nia                         | mater                  |                         | anya                                                                                  |
| aſſen muſſchet Inggemot        | laua mihi kamiſiam     |                         | Asszony, mossad ingemet!                                                              |
| (ſ)chacht                      | kaſium                 |                         | sajt                                                                                  |